# Stonerrock
Stoner Metal (även kallad Stoner, Stoner doom, Stonerrock) är en musikgenre som föddes tidigt under 90-talet i USA, främst i Kalifornien. Stilen, som är en blandning av heavy metal, blues, psykedelisk rock, och vanlig traditionell hårdrock, har sina rötter i gamla klassiska rockband som till exempel Black Sabbath och Led Zeppelin.
Kyuss och Sleep är två band som brukar räknas som pionjärer inom stonerrocken. Båda banden som bildades på 90-talet var stilbildande för denna numera utbredda genre. Dessa båda band skilde sig något i stil men gemensamt för bägge banden är nedstämda gitarrer med mycket fuzz, Bluesiga och i vissa fall psykedeliska slingor, distade och ibland fuzziga basslingor, och tunga trummor. Texterna handlar oftast om marijuana och andra droger, därav namnet ”Stoner”. Hastigheten på musiken varierar men oftast långsamt tempo. Men alltjämt från spår till spår från extremt långsamt (angränsar till doom metal) till snabbt, nästan punkigt tempo.

## Några kända stonerband
- Kyuss
- Skraeckoedlan
- Monster Magnet
- Dozer
- Slo Burn
- Colour Haze
- Wolfmother
- Witchcraft
- Clutch
- Truckfighters
- Queens of the Stone Age
- Crimson Stone
- The Desert Sessions
- Unida
- Graveyard
- Nebula
- Them Crooked Vultures
- Fu Manchu
- Electric Wizard
- Mustasch
- Monolord